# Heinz Reincke
Karl-Heinz Reincke (Kiel, 28 maggio 1925 – Purkersdorf, 13 luglio 2011) è stato un attore e doppiatore tedesco con cittadinanza austriaca.

## Biografia
Attore che si divideva tra cinema, teatro e televisione, tra grande e piccolo schermo, partecipò a circa 120 differenti produzioni, a partire dalla metà degli anni cinquanta.  Tra i suoi ruoli televisivi più noti figurano quello del pastore Albrecht Eckholm nella serie Il medico di campagna, ruolo interpretato per 23 anni, dal 1987 al 2010  e quello di Vadder Haack nella serie Zwei Münchner in Hamburg, ruolo interpretato dal 1989 al 1993. Al cinema lo si ricorda soprattutto per aver lavorato nei film col bambino prodigio olandese Heintje.
Come doppiatore, prestò la propria voce ad attori quali Richard Anderson, Marlon Brando, James Coburn, Kenneth Connor, Robert Coote, Henry Fonda, Alec Guinness, Duncan Lamont, Patrick McGoohan, Ray Walston, ecc.

## Filmografia parziale

### Cinema
- Ein Herz kehrt heim (1956)
- Le confessioni del filibustiere Felix Krull (1957)
- Der 10. Mai (1957)
- Tolle Nacht, regia di John Olden (1957)
- I cinque del bunker (1958)
- Pezzo, capopezzo e capitano (1958)
- Faust, regia di Peter Gorski (1960)
- Il giorno più lungo (1962)
- Heimweh nach St. Pauli (1963)
- Paga o muori (1964)
- Freddy, Tiere, Sensationen (1964)
- Il club degli assassini (1967)
- Il rischio di vivere il rischio di morire (1967)
- Commandos (1968)
- L'ago sotto la pelle (1968)
- Il ponte di Remagen (1969)
- Auf der Reeperbahn nachts um halb eins (1969)
- Io so chi ha ucciso (1970)
- Käpt'n Rauhbein aus St. Pauli (1971)
- Immer Ärger mit Hochwürden (1972)
- Dudu il maggiolino scatenato (1973)
- Crazy - Total verrückt (1973)
- Il viaggio a Vienna (1973)
- La lunga pista dei lupi (1973)
- Der Lord von Barmbeck (1974)
- Jeder stirbt für sich allein (1976)
- Lady Dracula (1977)
- L'infermiera in vacanza (1978)

### Televisione
- Das heiße Herz - film TV (1955)
- So süß ist kein Tod - film TV (1956) - Clifton Larguess
- Der Dank der Unterwelt - film TV (1958)
- Die Caine war ihr Schicksal - film TV (1959)
- Ein Mond für die Beladenen - film TV (1961)
- Der tolle Tag - film TV (1962) - Figaro
- Warten auf Godot - film TV (1963)
- Die Flasche - film TV (1963)
- Die echten Sedemunds - film TV (1965)
- Die Ballade von Peckham Rye - film TV (1966) - Dougal Douglas
- Adrian, der Tulpendieb - serie TV (1966)
- Haifischbar - serie TV, 1 episodio (1967)
- Polizeirevier 21 - film TV (1968) - Detective McLeod
- Passion eines Politikers - film TV (1970)
- Der Kommissar - serie TV, 2 episodi (1970-1974) - ruoli vari
- Wenn der Vater mit dem Sohne - serie TV, 1 episodio (1971)
- Tatort - serie TV, 1 episodio (1972)
- Fritz Muliar Schau - serie TV, 1 episodio (1972)
- Hallo - Hotel Sacher ... Portier! - serie TV (1973-1974) - Horst Schulze
- Preussenkorso 45-48 - film TV (1977)
- Es muß nicht immer Kaviar sein - serie TV, 11 episodi (1977) - Bastian
- Ein verrücktes Paar - serie TV, 2 episodi (1977-1979) - ruoli vari
- Liebe bleibt nicht ohne Schmerzen - film TV (1980)
- Il commissario Köster (Der Alte) - serie TV, 2 episodi (1980-1985) - ruoli vari
- Die Fischer von Moorhövd - serie TV (1982)
- Kurtheater Holtendiek - serie TV, 1 episodio (1983)
- L'ispettore Derrick - ep. 11x06, regia di Alfred Weidenmann (1984) - Henschel
- La clinica della Foresta Nera - serie TV, 1 episodio (1985)
- Il medico di campagna - serie TV, 227 episodi (1987-2010) - Pastore Albrecht Eckholm
- Kasse bitte! - serie TV (1988)
- Der Bastard - miniserie TV (1989)
- Zwei Münchner in Hamburg - serie TV, 37 episodi /(1989-1993) - Vadder Haack
- Baldur Blauzahn - serie TV (1990)
- 14º Distretto - serie TV, 2 episodi (1991-2001) - ruoli vari
- Unsere Hagenbecks - serie TV, 1 episodio (1992)
- König & Consorten - film TV (1993)
- Geschichten aus dem Leben - serie TV, 3 episodi (1993-1998)
- Un caso per due - serie TV, 1 episodio (1994)
- Zwischen Tag und Nacht - serie TV (1995)
- Begegnungen der anderen Art - film TV (1995)
- Sylter Geschichten - serie TV, 1 episodio (1995)
- Heimatgeschichten - serie TV, 16 episodi (1995-2004) - ruoli vari
- Die Männer vom K3 - serie TV, 1 episodio (1996)
- Eine Frau mit Pfiff - film TV (1998)
- Zwei Asse und ein König - film TV (2000)
- Oben ohne - serie TV, 18 episodi (2007-2010) - Willi Horowitz

## Premi e nomination
- 1991: Goldene Kamera come miglior attore tedesco per un film TV del ciclo Geschichten aus der Heimat[5]